# Yossawat Montha
Yossawat Montha (tiếng Thái: ยศวรรธน์ มนทา, sinh ngày 11 tháng 11 năm 1995), là một cầu thủ bóng đá người Thái Lan thi đấu ở vị trí hậu vệ trái cho câu lạc bộ Giải bóng đá Ngoại hạng Thái Lan PT Prachuap.